# Klamath Glen
Klamath Glen – obszar niemunicypalny nad rzeką Klamath w Kalifornii.